# فاونتن (كولورادو)
فاونتن (بالإنجليزية: Fountain, Colorado)‏ هي مدينة تقع في مقاطعة إل باسو بولاية كولورادو في الولايات المتحدة. تبلغ مساحتها 62.2 (كم²)، وترتفع عن سطح البحر  م، بلغ عدد سكانها 25846 نسمة في عام 2010 حسب إحصاء مكتب تعداد الولايات المتحدة .

## أعلام
- جون واتس
- شايس هيدلي

## وصلات خارجية
- City of Fountain